# Grabación analógica

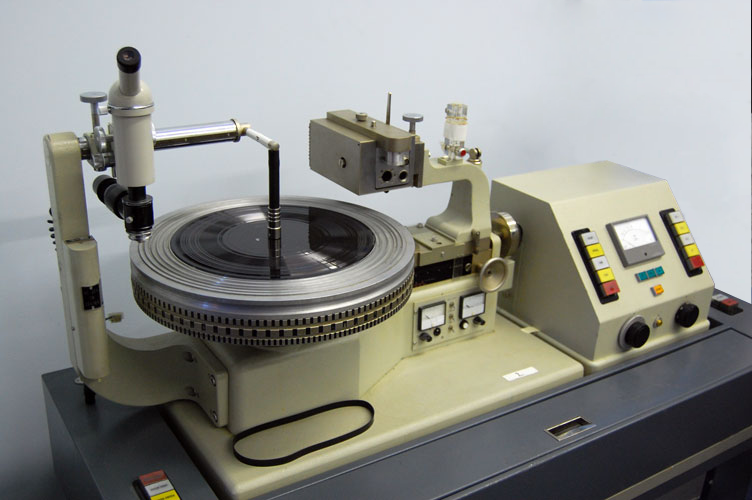
Torno grabador Neumann VMS-70 de matrices para fabricar discos de vinilo

La grabación analógica (del griego, ana "de acuerdo a" y logos "relación") es una técnica usada para el registro de señales mediante la creación de un tipo de marcas capaces de generar un patrón continuo (como las ondulaciones del surco de un disco fonográfico o las variaciones de intensidad magnética de una cinta de casete) que sigue las oscilaciones de la señal original. A su vez, estos soportes (tanto de audio como de vídeo) pueden ser reproducidos utilizando dispositivos diseñados para leerlos también de forma analógica.
Los métodos de grabación analógica graban las señales originales como registros continuos en o sobre un soporte ideado al efecto. La señal debe de ser guardada como una textura física en una grabación de fonógrafo, o como una fluctuación en el campo de una grabación magnética. Esta característica hace que los sistemas de grabación analógicos sean diferentes de los de grabación digital, en los que las señales son representadas mediante números discretos.

## Fonoautógrafo

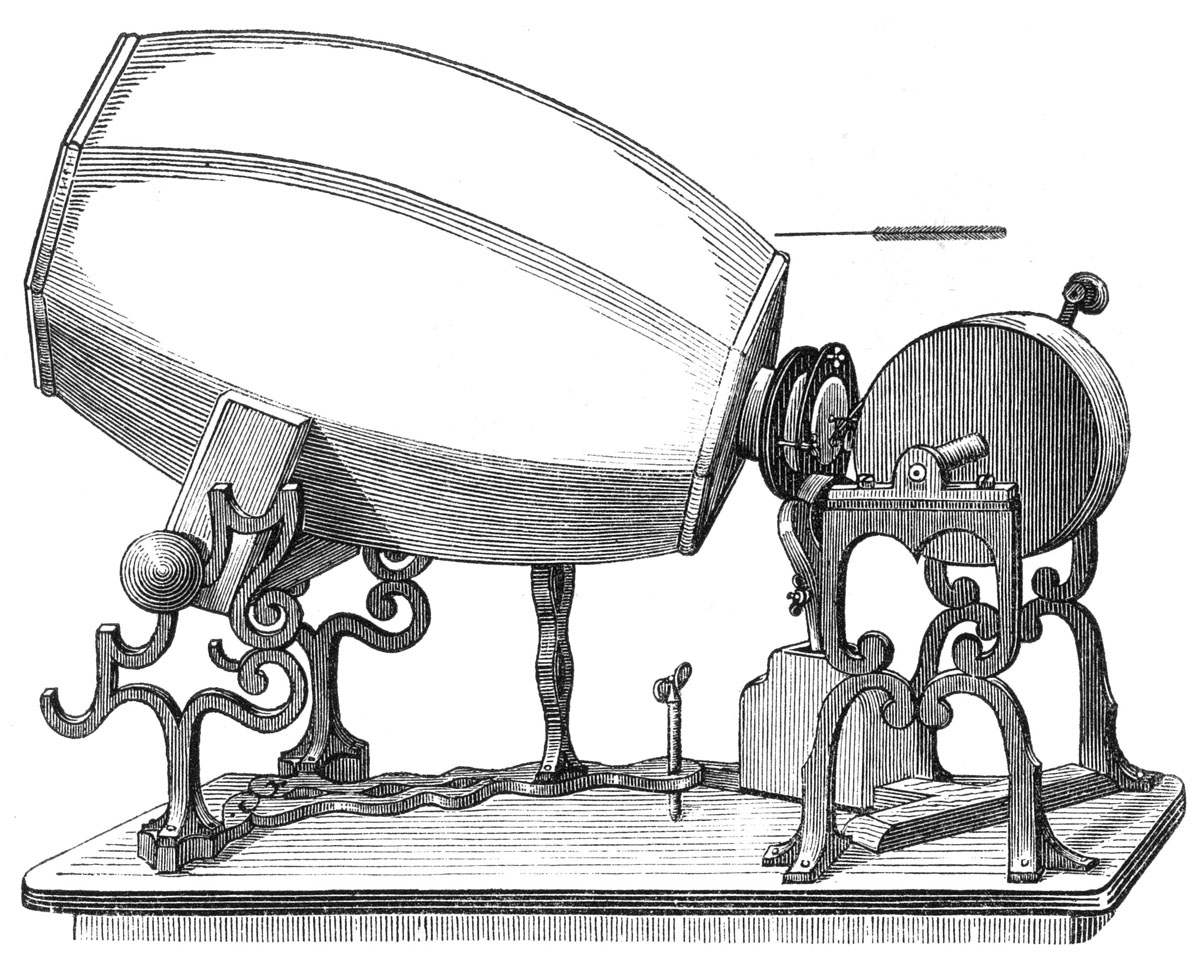
Modelo de 1859 del fonoautógrafo de Édouard-Léon Scott de Martinville

Históricamente, el primer dispositivo capaz de registrar ondas sonaras de forma analógica fue el fonoautógrafo,  patentado por el inventor francés Édouard-Léon Scott de Martinville en 1857. Se trataba de un sencillo dispositivo que grababa las oscilaciones de una aguja unida a un diafragma sobre la superficie de un cilindro de vidrio ennegrecido por el hollín de una lámpara. Utilizado como un método para visualizar las características de las ondas sonoras, carecía de la posibilidad de reproducir los sonidos registrados.

## Fonógrafo

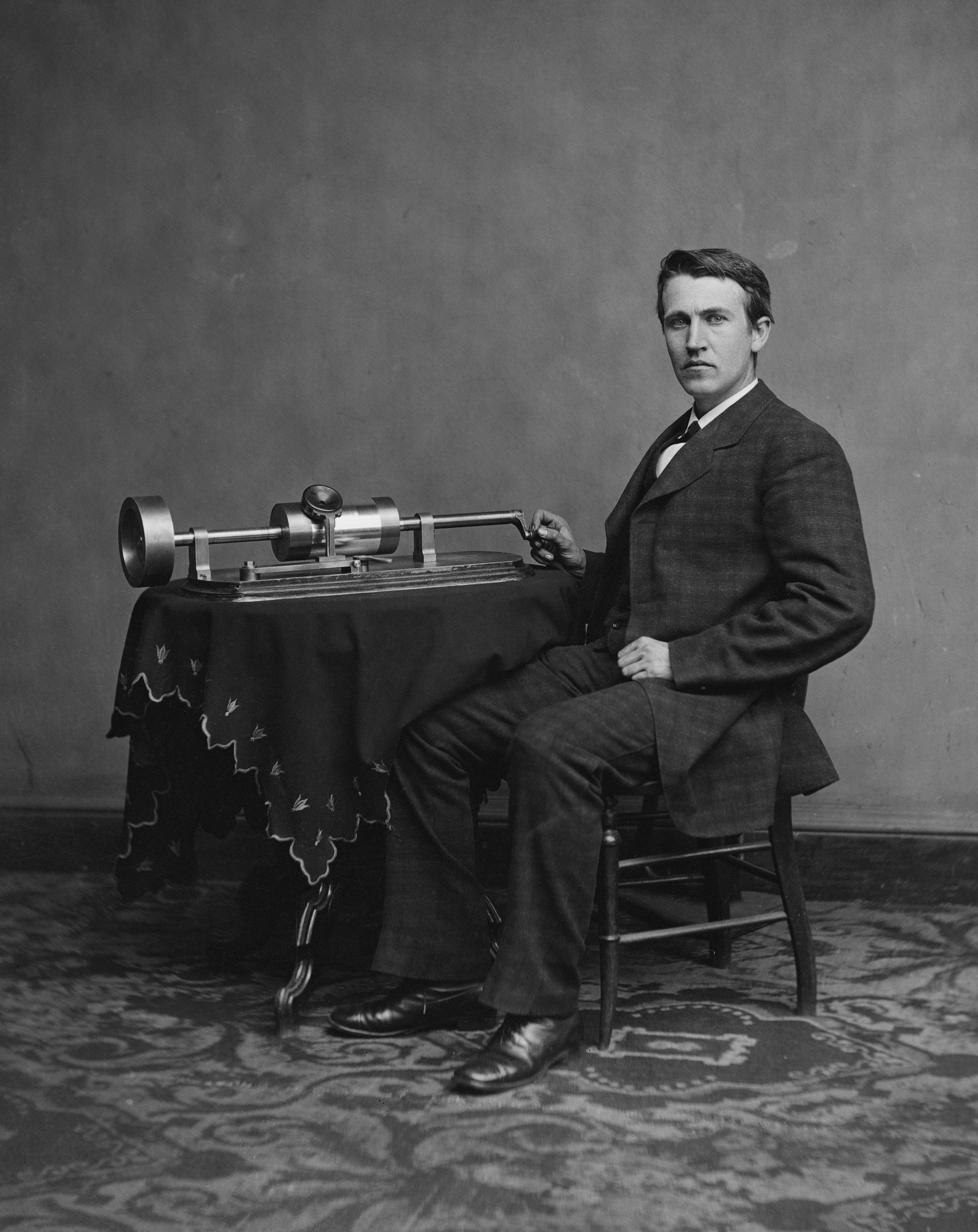
Edison y su fonógrafo

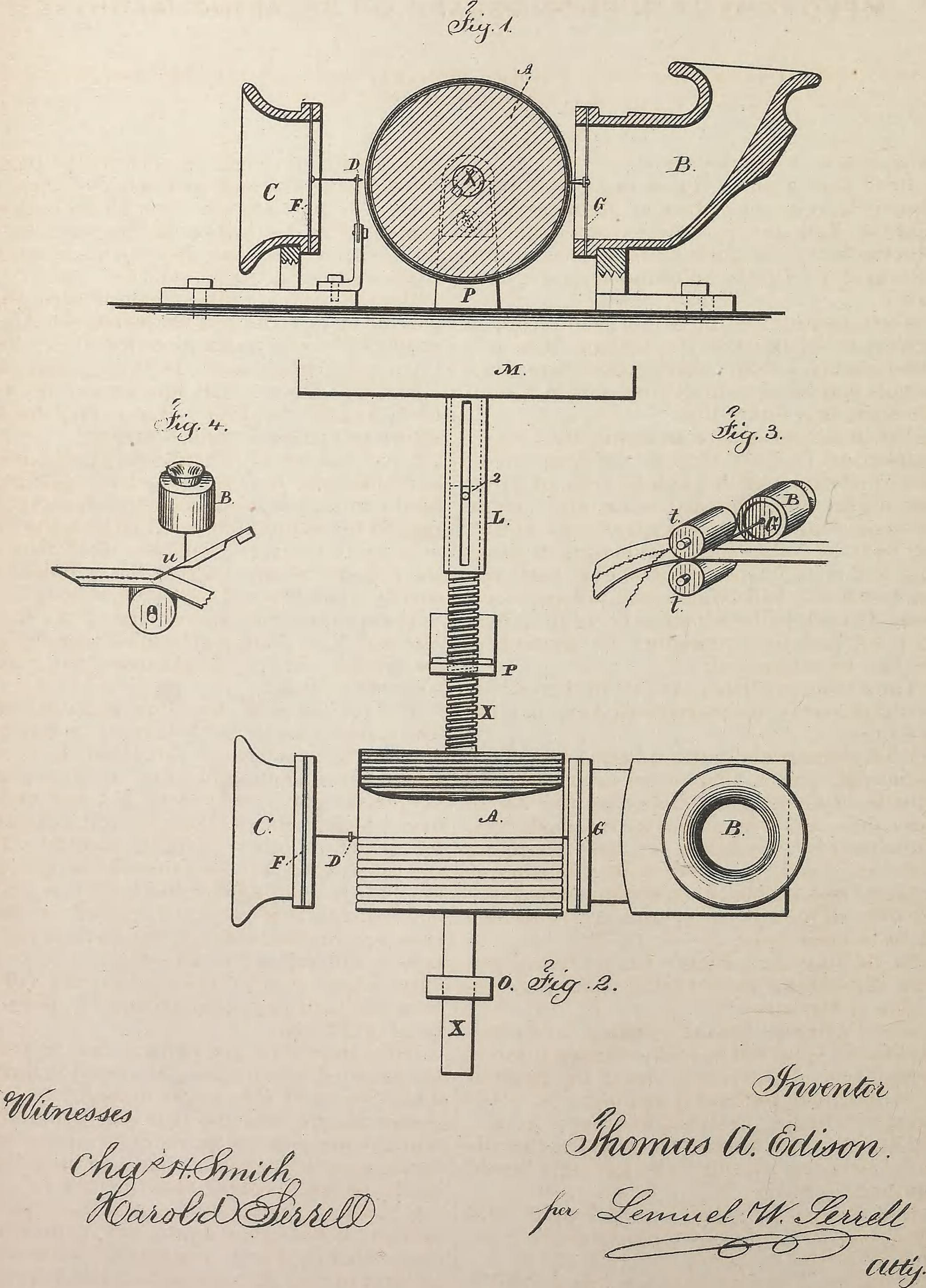
Dibujo incluido en la patente del fonógrafo de Edison (1869)

El fonógrafo, inventado por el conocido inventor Thomas Edison en 1877, fue la primera máquina usada para capturar y reproducir sonido analógicamente. Edison incorporó varios elementos dentro de su fonógrafo que llegarían a ser imprescindibles y que pueden encontrarse en dispositivos de grabación de hoy en día.

### Grabación
Para que un sonido sea grabado por un fonógrafo, tiene que pasar por tres etapas. Primero, el sonido debe de entrar a un componente del dispositivo con forma de cono, llamado diafragma del micrófono. Después, ese sonido causa que el diafragma, que está conectado a una pequeña aguja de metal, vibre. Por último, la aguja vibrará en la misma dirección, causando que la punta grabe patrones distintos en un cilindro, hecho de una capa de metal especial.

### Reproducción
Para poder reproducir el sonido grabado en uno de los cilindros metálicos, se revierte el proceso de grabación. Mientras el cilindro gira, la aguja sigue el patrón creado por la sesión previa de grabación. Esto causa que la aguja vibre, y después el diafragma. Esta vibración sale del diafragma, que funciona ahora como un dispositivo de amplificación de sonido, así como la campana en los instrumentos de viento. El resultado es una reproducción audible del sonido grabado originalmente.

### Problemas del fonógrafo
El fonógrafo de Edison fue el primero de su categoría, pero tuvo ciertos inconvenientes. El mayor problema, que se terminó arreglando primero, vino del contacto físico entre la aguja del fonógrafo y el diafragma metálico. Debido a que la aguja tenía que hacer contacto constantemente con el surco del soporte siempre que la grabación fuera reproducida, el surco se desgastaba. Esto significaba que siempre que la grabación fuera reproducida, esto conllevaba que pudiera desaparecer debido al desgaste. Otro problema era la durabilidad de las grabaciones. A diferencia de la música de hoy en día, que puede editarse un sinfín de veces, la música capturada por las máquinas del fonógrafo eran grabaciones en vivo de una sola toma.
El último problema con el fonógrafo era la fidelidad, es decir, la relación de semejanza o diferencia que hay entre el sonido original grabado y ese mismo sonido que ha sido reproducido después por algún dispositivo, en este caso el fonógrafo. Como debía de esperarse de una primera máquina de grabación de audio, la fidelidad del fonógrafo de Edison era muy baja. La falta de calidad del sonido es el porqué el fonógrafo se usaba para grabar discursos, reuniones y llamadas de teléfono, en lugar de música.

## Gramófono

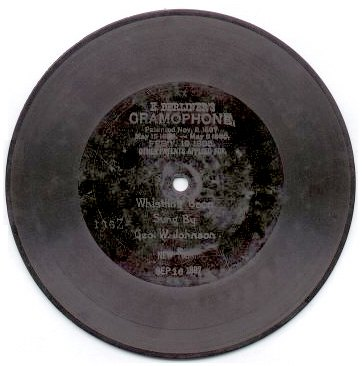
Una grabación antigua de Berliner

Los fanáticos de los reproductores modernos están ya familiarizados con una de las mejoras del fonógrafo, conocido como el gramófono. El inventor Emile Berliner creó este dispositivo en 1887, diez años después del dispositivo original de Edison.

### Ventajas
La principal mejora de Berliner con respecto al fonógrafo estaba relacionada con el componente del dispositivo que retenía la información grabada. Los cilindros metálicos usados previamente eran relativamente voluminosos y esto los hacía ser difíciles de guardar. Tampoco podían ser reproducidos económicamente, lo que hacía que no se tomara en cuenta como una opción viable para la música grabada.
Berliner se dio cuenta de estas desventajas y se dispuso a crear una versión mejor del cilindro revestido con una lámina metálica. Su resultado no fue un cilindro en absoluto, era un disco plano circular muy parecido a los vinilos modernos. Estos discos no solamente podían guardarse de forma segura, sino que también eran fáciles de reproducir. Esta característica iba a permitir la producción masiva de discos, lo que fue el primer paso hacia la comercialización de la música grabada.

### Problemas
Desafortunadamente, aunque el gramófono fue una gran mejora respecto al fonógrafo comercial, todavía seguía presentando algunas deficiencias parecidas. La posibilidad de producir en masa los discos planos ideados por Berliner, hizo que varias compañías se plantearan la idea de una industria de grabación musical, pero dado que el problema de la fidelidad seguía sin abordarse, la idea tuvo que ser olvidada. Los problemas sonoros del gramófono seguían siendo similares a los del fonógrafo.

## Telegráfono

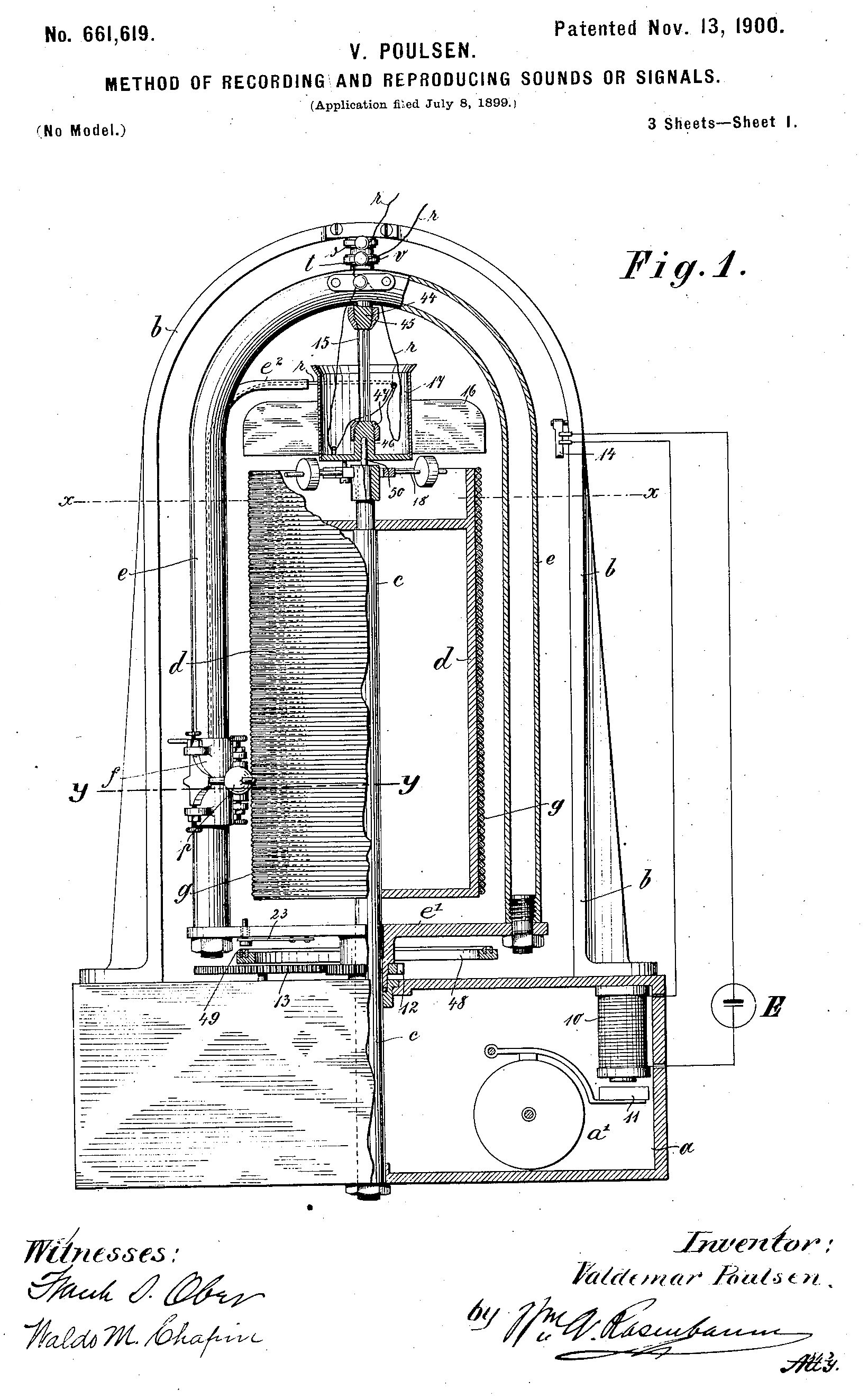
Dibujos antiguos de la maquinaria del telegráfono

La siguiente gran mejora en la grabación del audio analógico vino con la aparición del telegráfono, creado por el inventor danés Valdemar Poulsen entre 1898 y 1900. Esta máquina era muy diferente del gramófono y del fonógrafo, ya que en lugar de grabar el sonido mecánicamente, utilizaba un proceso basado en un dispositivo  electromagnético.
Poulsen fue capaz de transmitir una señal eléctrica, parecida a la emitida en un teléfono o en una radio, y después capturarla en un elemento magnetizable, en este caso un cable de acero, que era enrollado alrededor de un tambor.

### Problemas
El telegráfono de Poulsen también tenía problemas. Primero, los carretes del cable de acero eran muy pesados (alrededor de 18 kg cada uno). Segundo, la escasez de acero hizo que aumentara el precio de la grabación; un minuto de grabación costaba un dólar, y el precio aumentaba porque se necesitaban muchas grabaciones para poder capturar la mejor interpretación. Además, el cable de acero podía ser peligroso, un riesgo comparable al de la hoja de una sierra de cinta.
Al igual que pasaba con los dispositivos de registro anteriores, las grabaciones del telegráfono eran casi imposibles de editar. En lugar de cortar y empalmar múltiples tomas juntas, tal como podría hacerse posteriormente con unas tijeras o con una computadora en futuros dispositivos de grabación, esta máquina requería de un soplete y de un soldador para poder editar el soporte grabado.

## Magnetófono

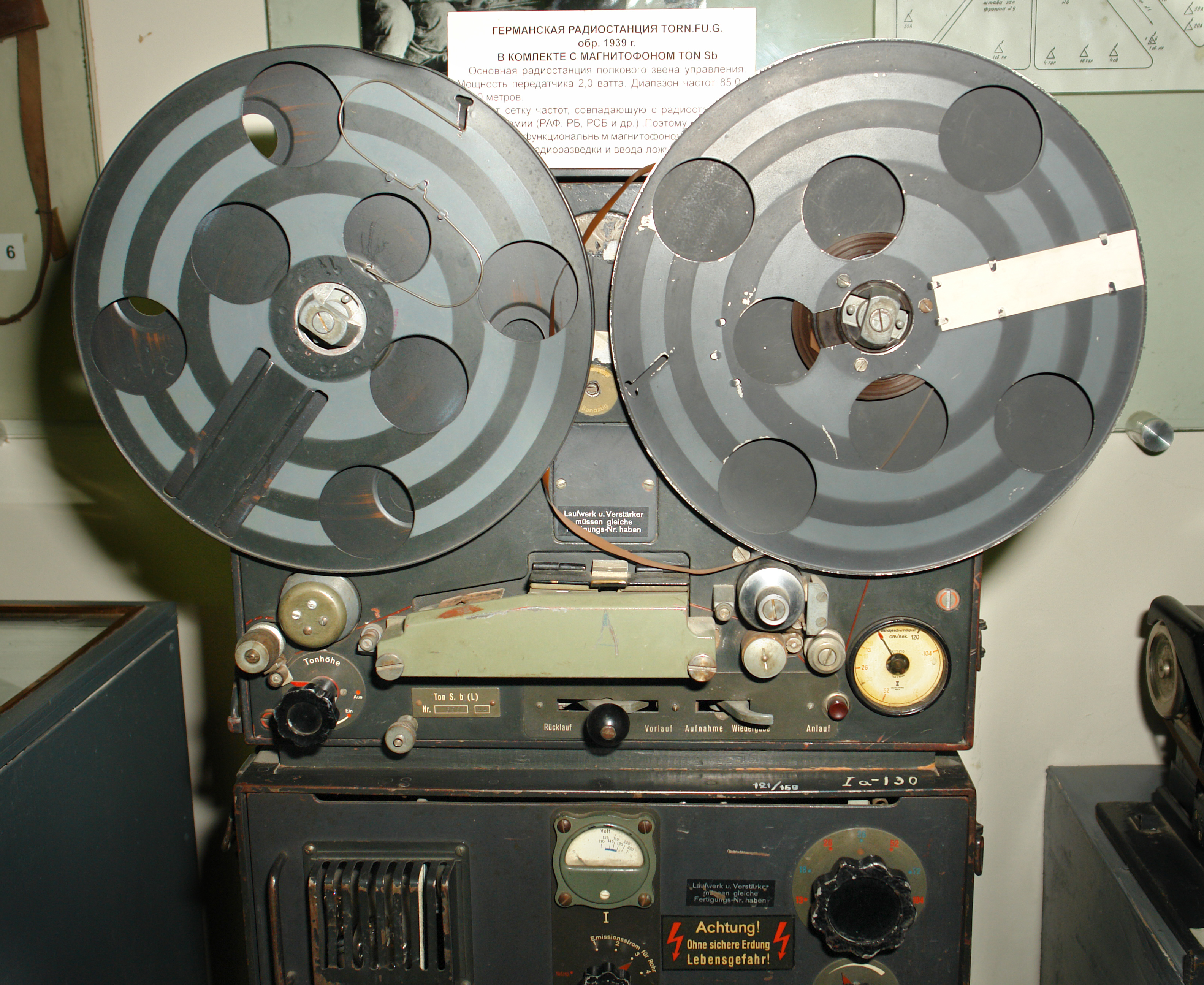
Un magnetófono

En 1935, el inventor Fritz Pfleumer retomó la idea de la grabación electromagnética y la llevó al siguiente nivel. En lugar de usar un soporte de grabación pesado, costoso y peligroso, como el cable de acero de Poulsen, se dio cuenta de que se podían usar tiras de papel recubiertas con partículas de hierro. El hierro permitiría magnetizar el papel de la misma forma que el cable de acero, pero eliminaría la mayor parte de sus problemas. El magnetófono operaba con un proceso casi idéntico al del telegráfono. La tira de papel electromagnética pasaba sobre un cabezal de grabación, generando patrones de diversas polaridades magnéticas dentro de ella que podían ser reproducidos después. La reproducción se lograba usando el proceso invertido de la grabación. El papel previamente magnetizado, que pasaría a ser conocido como cinta, pasa sobre una bobina, creando cambios en el flujo magnético. Estos cambios eran traducidos en una corriente eléctrica, que cuando se amplificaba producía una réplica de los sonidos previamente grabados.

### Ventajas
La cinta de grabación tenía varias ventajas, pero la más importante era que permitía el desarrollo de la multipista, permitiendo que múltiples tomas de una ejecución, que podían haber sido grabadas en momentos distintos, se pudieran unir para formar una sola. Este método se usa actualmente en todos los estudios, con el fin de poder grabar todos los instrumentos de una canción por separado y tener las mejores tomas posibles de todos los músicos.
Un carrete de cinta podía contener mucha más información de grabación que los medios anteriores. Los carretes de cinta de Pfleumer podían almacenar hasta treinta minutos de sonido. En cambio, los discos de Emil Berliner tenían capacidad tan solo para unos pocos minutos de grabación, de forma que cada disco usualmente contenía una sola canción o partes sucesivas de obras musicales de mayor duración. Esta característica es la llevó al concepto de un "álbum" de música o colección de múltiples canciones en sucesivos discos.

### Problemas
El magnetófono original también tuvo sus problemas. Específicamente, el problema de la baja fidelidad presente en los dispositivos anteriores aún tenía que resolverse. Aunque los inventores y los oyentes todavía no demandaban grabaciones de mayor calidad (el concepto que pasaría a ser conocido como alta fidelidad), eran conscientes de que el sonido grabado magnéticamente que estaban escuchando tenía que mejorar considerablemente antes de que cualquier industria musical realmente de masas fuera posible utilizando este soporte.

## A.C. Bias

Gráfico de distintos tipos de corriente eléctrica

El recurrente problema de la baja fidelidad tenía su origen en el simple hecho de que los inventores no estaban utilizando las posibilidades de la corriente eléctrica adecuadamente. Mientras que todas las formas de grabación musical electromagnética estaban usando corriente continua, se comenzó a experimentar con la corriente alterna. Dado que la corriente alterna contiene frecuencias mucho más elevadas que las manejables con corriente continua, siendo esas frecuencias más altas las que le estaban faltando a la grabación electromagnética hasta entonces. Estas frecuencias altas "sacudían" las partículas magnéticas en la cinta de la forma necesaria, creando la primera grabación de sonido de alta fidelidad. Curiosamente, este proceso denominado "AC Bias" fue descubierto en 1940 por dos inventores de diferentes partes del mundo, que desconocían mutuamente el hallazgo del otro.